# Aleph Gitarrenquartett
Das Aleph Gitarrenquartett ist ein Ensemble, das sich auf Uraufführungen zeitgenössischer Musik spezialisiert hat. Das Quartett entstand 1993 und vergibt Kompositionsaufträge.

## Veranstaltungen
Das Quartett hat Uraufführungen realisiert von Beat Furrer, Huihui Cheng, Zeynep Gedizlioğlu, Malte Giesen, Núria Giménez Comas, Birke J. Bertelsmeier, Vinko Globokar, Sara Glojnarić, Georg Friedrich Haas, Markus Hechtle, Manuel Hidalgo, Nicolaus A. Huber, Peter Jakober, Jens Joneleit, Bernhard Lang, Marko Nikodijević, Helmut Oehring, José María Sánchez Verdú, Mauricio Sotelo, Mathias Spahlinger, Lisa Streich und Martin Smolka. Das Ensemble arbeitete mit den Sopranistinnen Iva Bittová, Petra Hoffmann, Daisy Press und Sarah Maria Sun, dem Klarinettisten Ernesto Molinari sowie dem Stuttgarter Kammerorchester zusammen.
Es war Gast auf den Festivals Eclat, MaerzMusik, Klangspuren, Steirischer Herbst, Warschauer Herbst, Time of Music Viitasaari, GFA – Guitar Foundation of America, Archipel, Genf und Pan Music, Seoul.
Konzerte führten das Quartett in die Elbphilharmonie Hamburg, das Konzerthaus Berlin oder das Auditorio 400 im Reina Sofia in Madrid.
Das Quartett wirkte mit bei Kammeropern A campo abierto von Irene Galindo Quero beim Festival Operadhoy im Teatros del Canal in Madrid sowie an O Karakino von Uday Krishnakumar teil.
Zwischen 2020 und 2022 führte das Quartett die fünfteilige hybride und experimentelle Sendungs- und Konzertreihe "Durch die Ohren von ..." durch.
Über zwei aufeinanderfolgende Jahre hinweg wurden Werke, die das Ensemble angeregt und uraufgeführt hatte (darunter Kompositionen von Andrés Nuño de Buen und Uday Krishnakumar), mit dem Kompositionspreis der Landeshauptstadt Stuttgart ausgezeichnet und beim Eclat aufgeführt.
Zum 30-jährigen Jubiläum wurde das ALEPH Gitarrenquartett von der Stadt Karlsruhe eingeladen, die künstlerische Leitung des Festivals ZeitGenuss 2023 zu übernehmen. Während des Festivals kuratierte das Quartett 9 Konzerte, Klanginstallationen sowie mehrere Workshops mit Komponistinnen und Komponisten. Insgesamt wurden 35 Uraufführungen realisiert. Im Eröffnungskonzert führte das Ensemble 29 Uraufführungen von Miniaturen auf, die Komponistinnen und Komponisten dem ALEPH Gitarrenquartett zum Jubiläum schenkten.
Es hat Produktionen realisiert mit den Rundfunkstationen des Bayerischen Rundfunks, DRadio, SWR2, ORF, Saarländischer Rundfunk, Radio Suisse Romande, Polskie Radio.
Unterstützung erhielt das Aleph Gitarrenquartett u. a. vom Goethe-Institut, vom spanischen Kulturministerium, von der Ernst von Siemens Musikstiftung und dem Kulturbüro der Stadt Karlsruhe. Das Aleph Gitarrenquartett pflegt eine Zusammenarbeit mit dem ZKM-Institut für Musik und Akustik.
In Workshops an der UdK Berlin, an der Hochschule für Künste Bremen, Hochschule der Künste Bern, Musikhochschule Trossingen, und im Institute of Music der Chung-Ang University, Seoul unterstützt das Quartett Komponisten und Interpreten.

## Mitglieder
- Andrés Hernández Alba
- Tillmann Reinbeck
- Wolfgang Sehringer
- Christian Wernicke

## Diskografie
- 2012 „Fragmentos de un libro futuro“ Werke von Georg Friedrich Haas, Beat Furrer, Manuel Hidalgo, Helmut Oehring und Markus Hechtle. Erschienen bei NEOS. Aufgenommen im Hans-Rosbaud-Studio Baden-Baden. Eine Produktion des SWR2 unter der Leitung von Dorothee Schabert.
- 2016 „Aleph Gitarrenquartett Vol.2“ Werke von Nicolaus A. Huber, Alberto Hortigüela, Irene Galindo Quero und Mathias Spahlinger. Erschienen bei NEOS. Aufgenommen im Hans-Rosbaud-Studio Baden-Baden. Eine Produktion des SWR2 unter der Leitung von Dorothee Schabert.
- 2017 „The Cold Trip“ Werke von Bernhard Lang. Erschienen bei KAIROS. Aufgenommen im ZKM Karlsruhe unter der Leitung von Benjamin Miller.
- 2022 „Moon on the Sea – Sea in the Moon“ von Martin Smolka. Daisy Press, Sopran. Erschienen bei KAIROS. Aufgenommen im ZKM Karlsruhe unter der Leitung von Sebastian Schottke.